# Stoned
Stoned is de slang uitdrukking voor een loom gevoel dat veroorzaakt kan worden door het gebruik van drugs en vaak geassocieerd wordt met het gebruik van softdrugs. Een stoned gevoel kan zich uiten door een zwaar en ontspannen gevoel; als men daarentegen angstig is kan het stoned raken ook tot angstaanvallen of een delirium leiden.
De uitdrukking "zo stoned als een garnaal zijn" is afkomstig uit het liedje "Stoont als een garnaal" uit 1975 van Van Kooten en De Bie (zij schreven bewust "stoned" als "stoont"). Van Kooten en De Bie hadden het lied jaren eerder geschreven voor het satirische tv-programma Hadimassa. Het werd gezongen door Ton van Duinhoven, die het op single uitbracht in 1971.
Het tegenovergestelde van stoned is high, een opgewekt, licht euforisch gevoel.
Symptomen kunnen de volgende zijn:
- Rode ogen
- Onverschilligheid
- Klamme handen
- Moeilijk praten
- Droge mond
- In een roes zijn
- Zwaar gevoel in armen en benen
- Duizeligheid